# Puente Nacional (París)
El puente Nacional (del francés: Pont National) es un puente parisino sobre el río Sena que une el XII Distrito con el XIII Distrito.

## Historia
Fue construido entre 1852 y 1853. Inicialmente bautizado como Puente Napoleón III, cambió de nombre en 1870 para adoptar su denominación actual. Entre 1936 y 1944 fue doblado aguas arriba. Esta ampliación fue realizada por los ingenieros Netter y Gaspard con fondos del Plan Marquet cuyo objetivo principal era la lucha contra el paro.
Inicialmente el puente tenía un uso ferroviario ya que por él transcurría una línea de tren llamada la ligne de Petite Ceinture que formaba un pequeño círculo alrededor de la ciudad y que dejó de estar operativa en 1985. Posteriormente se habilitó también al tráfico de vehículos.  

## Descripción
El puente mide 188,50 metros de largo y 34 metros de ancho. Está compuesto de 5 arcos.